# Eschbach (Usa)
Der Eschbach ist ein fünf Kilometer langer linker und westlicher Zufluss der Usa.

## Geographie

### Verlauf
Der Eschbach entspringt nordwestlich von Usingen-Eschbach inmitten  der Kleingartenanlage Am Schwimmbad. Der Bach durchquert, abschnittsweise verrohrt, die Ortslage Eschenbach und mündet gegenüber der Schlappmühle östlich von Usingen in die Usa.

### Flusssystem Usa
- Fließgewässer im Flusssystem Usa